# گریس گامر
گریس جین گامر (انگلیسی: Grace Jane Gummer؛ زادهٔ ۹ مهٔ ۱۹۸۶) یک هنرپیشه اهل ایالات متحده آمریکا است. وی از سال ۲۰۰۸ میلادی تاکنون مشغول فعالیت بوده‌است.
او دخترِ مریل استریپ و خواهرِ میمی گامر است.
از فیلم‌ها یا برنامه‌های تلویزیونی که وی در آن نقش داشته است می‌توان به مارجین کال، دارای هستی، آقای ربات، عروسی جنی، آموزش رانندگی و مرد خانه اشاره کرد.